# Lamberhurst
Lamberhurst – wieś w Anglii, w hrabstwie Kent, w dystrykcie Tunbridge Wells. Leży 22 km na południowy zachód od miasta Maidstone i 58 km na południowy wschód od centrum Londynu. W 2001 miejscowość liczyła 1491 mieszkańców.